# Стуфу (Бакау)
Стуфу (рум. Stufu) насеље је у Румунији у округу Бакау у општини Сандулени. Oпштина се налази на надморској висини од 282 m.

## Становништво
Према подацима из 2002. године у насељу је живело 392 становника, од којих су сви румунске националности.